# Suzuki RG 80 Gamma
Die Suzuki RG 80 Gamma ist ein sportliches Leichtkraftrad von Suzuki mit einem Hubraum von 80 cm³, das von 1985 bis 1996 gebaut wurde.

## Leistungsdaten
Die RG 80 erreicht laut Werksangabe eine Höchstgeschwindigkeit von 80 km/h.

## Technische Spezifikationen

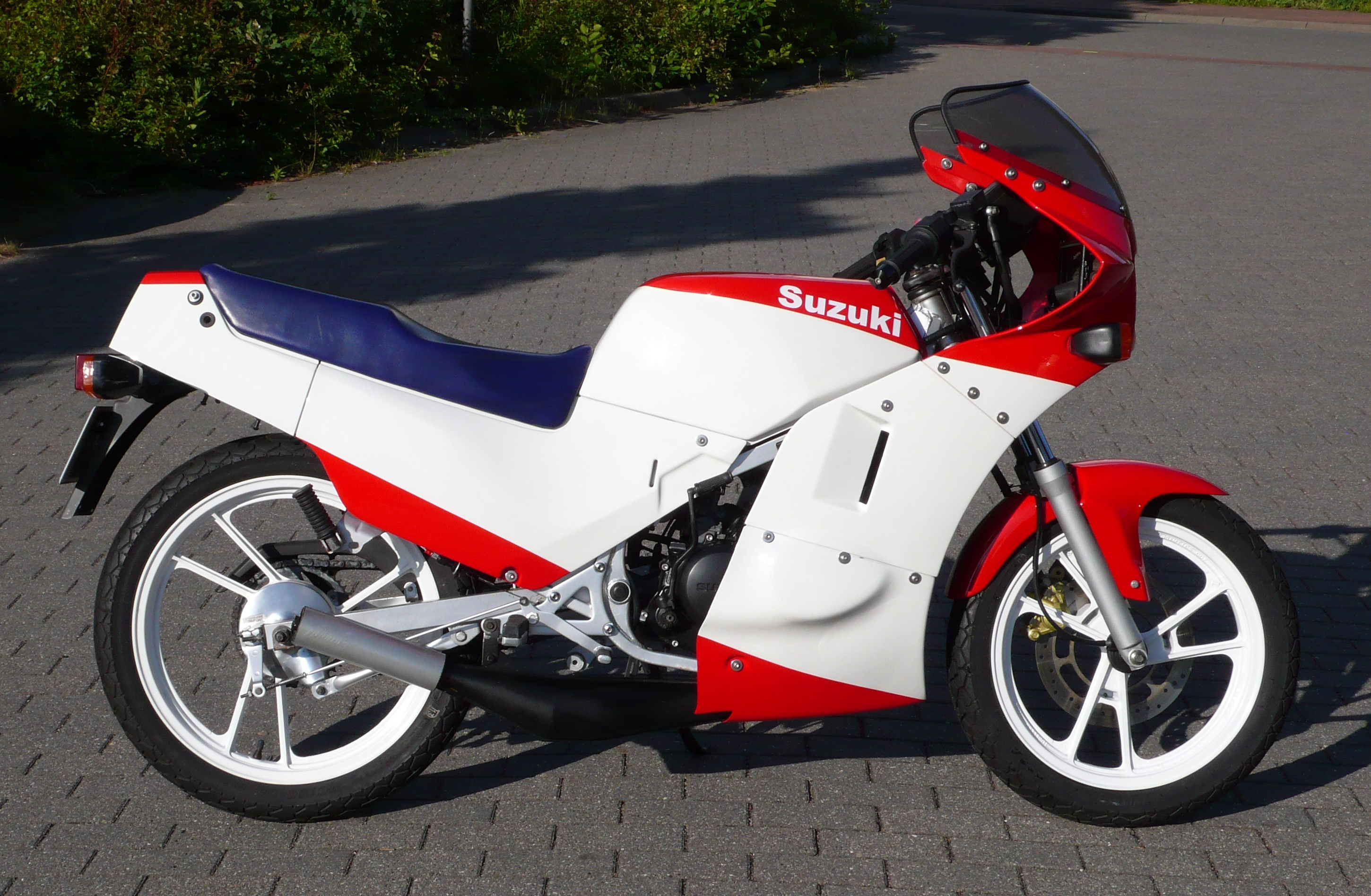
Restaurierte Suzuki RG 80 Gamma (BJ. 1991) (Nicht originalgetreu, es wurden teilweise andere Teile verwendet)

Der wassergekühlte Einzylinder-Zweitaktmotor mit 79 cm³ Hubraum erreicht eine Maximalleistung von 7 kW / 10 PS bei einer Drehzahl von 5.900/min. Das Leergewicht beträgt 95 kg, das zulässige Gesamtgewicht ist 300 kg. Die daraus resultierende Zuladung von 205 kg ist beachtlich.
Unter der Sitzbank ist ein kleines Staufach vorhanden, in dem das Bordwerkzeug untergebracht werden kann. Der Benzintank hat eine Kapazität von 13 Litern (davon sind 2,8 Liter Reserve). In den Öltank passen etwa 1,2 Liter Zweitaktöl. Der Motor läuft mit Getrenntschmierung, d. h. das Schmieröl wird beim Fahren dem Benzin  zugemischt. An der Tankstelle ist der Fahrer damit nicht mehr auf eine Benzin-Öl-Mischung angewiesen. Die RG 80 Gamma benötigt für den Betrieb 850 ml Getriebeöl und 1020 ml Kühlflüssigkeit.